# نيت جونستون
نيت جونستون (18 ديسمبر 1966 في الولايات المتحدة - ) (بالإنجليزية: Nate Johnston)‏ هو لاعب كرة سلة أمريكي في مركز هجوم قوي الجسم. لعب مع بورتلاند ترايل بلايزرز وكواد سيتي ثندر.

## وصلات خارجية
- نيت جونستون على موقع إن بي أي (الإنجليزية)
- نيت جونستون على موقع سبورتس رفرنس (الإنجليزية)
- نيت جونستون على موقع الدوري الإسباني لكرة السلة (الإسبانية)
- نيت جونستون على موقع كرة السلة الأوروبية.كوم (الإنجليزية)
- نيت جونستون على موقع ريلجم (الإنجليزية)
- نيت جونستون على موقع بروبوليرز (الإنجليزية)
- نيت جونستون على موقع سبورتس رفرنس (الإنجليزية)